# Desolation of Eden
Desolation of Eden é o primeiro álbum de estúdio da banda de deathcore americana, Chelsea Grin. Ele foi lançado em 16 de fevereiro de 2010 por meio da gravadora da Artery Recordings. Após o seu lançamento, o álbum chegou em 21 na parada Top Heatseekers. Desolation of Eden apresenta duas regravações das músicas "Cheyne Stokes" e "Recreant", que eram originalmente do EP auto-intitulado da banda.

## Lista da trilha
| Desolation of Eden |                          |         |  |
| N.º                | Título                   | Duração |  |
| 1.                 | "Judgement"              | 1:13    |  |
| 2.                 | "Desolation of Eden"     | 3:52    |  |
| 3.                 | "False Sense of Sanity"  | 2:45    |  |
| 4.                 | "Sonnet of the Wretched" | 4:15    |  |
| 5.                 | "Cheyne Stokes"          | 2:50    |  |
| 6.                 | "The Human Condition"    | 4:02    |  |
| 7.                 | "Elysium"                | 2:28    |  |
| 8.                 | "Recreant"               | 4:26    |  |
| 9.                 | "Cast from Perfection"   | 2:43    |  |
| 10.                | "Revenant"               | 4:12    |  |
| 11.                | "Wasteland"              | 2:28    |  |
| Duração total:     | Duração total:           | 35:11   |  |

## Créditos
Chelsea Grin
- Alex Koehler - vocal
- Michael Stafford - guitarra
- Daniel Jones - guitarra
- Jacob Harmond - guitarra
- David Flinn - baixo
- Andrew Carlston - bateria

Produção
- Produzido por Timothy Lambesis
- Projetado e mixado por Daniel Castleman
- Masterizado por Stephan Hawkes
- Gestão por Mike Milford & Eric Rushing (Fundação Artery)
- Reserva por Nick Storch